# Miiko Albornoz
Miiko Martin Albornoz Inola (Stoccolma, 30 novembre 1990) è un calciatore svedese naturalizzato cileno, difensore del Vejle.

## Biografia
Suo padre è di nazionalità cilena, mentre la madre proviene dalla Finlandia. Anche il fratello Mauricio è un calciatore professionista.
Il 17 novembre 2012 Albornoz è stato arrestato per abusi sessuali su minori, a causa di un rapporto avuto pochi giorni prima con una ragazza di 14 anni. Tenuto in custodia presso una stazione di polizia a Malmö, è stato rilasciato il 20 novembre.
L'8 gennaio 2013 è stata formalizzata l'accusa nei suoi confronti: contemporaneamente il Malmö FF scelse di escluderlo dalle attività della squadra, in accordo con il giocatore. Nel processo svoltosi il 12 febbraio 2013, Albornoz è stato condannato con pena sospesa. Due mesi più tardi il club lo ha reintegrato in rosa a tutti gli effetti.

## Carriera

### Club
È cresciuto nel Brommapojkarna, squadra con cui ha fatto la trafila delle giovanili arrivando fino alla prima squadra, dove ha giocato per quattro stagioni tra prima e seconda serie.
Nell'agosto 2011 ha firmato un contratto quadriennale con il Malmö. Qui ha ereditato la maglia numero 14 da Guillermo Molins, ceduto nella stessa finestra di mercato. Presentato ai nuovi tifosi in occasione di un'amichevole contro il Milan, il suo debutto ufficiale è avvenuto pochi giorni più tardi. Nella stagione 2011-2012 Albornoz ha avuto modo di esordire in Europa League. Al termine del campionato 2013 ha vinto il suo primo titolo nazionale svedese.
Il 1º luglio 2014, alla riapertura del calciomercato tedesco, è diventato ufficialmente un giocatore dell'Hannover. Qui è rimasto per sei anni, disputando rispettivamente quattro stagioni in Bundesliga e due in 2. Bundesliga (queste ultime nel 2016-2017 e nel 2019-2020). Ha lasciato il club nel giugno del 2020, visto che il suo contratto non è stato rinnovato.
Rimasto svincolato per alcuni mesi, nel marzo 2021 si è unito al Colo-Colo, iniziando così la sua prima parentesi nel campionato cileno, restando fino alla fine dell'anno.
Nel febbraio 2022 è stato ingaggiato dai danesi del Vejle con un contratto di breve durata per la stagione primaverile.

### Nazionale
Albornoz ha giocato nelle principali nazionali giovanili svedesi. È stato convocato nella nazionale maggiore dal CT Erik Hamrén in vista di alcune amichevoli da disputarsi nel gennaio 2014, ma questa decisione ha suscitato polemiche per via di un reato sessuale che ha coinvolto il giocatore. Il giocatore ha comunque rifiutato la chiamata, poiché intenzionato a optare per la selezione cilena, con cui ha debuttato il 22 gennaio 2014 segnando nell'amichevole contro la Costa Rica. È tra i 23 convocati cileni per i Mondiali 2014.

## Statistiche

### Presenze e reti nei club
Statistiche aggiornate all'11 aprile 2016.
| Stagione              | Club                  | Campionato            | Campionato | Campionato | Coppe nazionali | Coppe nazionali | Coppe nazionali | Coppe continentali | Coppe continentali | Coppe continentali | Supercoppe | Supercoppe | Supercoppe | Totale | Totale |
| Stagione              | Club                  | Comp                  | Pres       | Reti       | Comp            | Pres            | Reti            | Comp               | Pres               | Reti               | Comp       | Pres       | Reti       | Pres   | Reti   |
| --------------------- | --------------------- | --------------------- | ---------- | ---------- | --------------- | --------------- | --------------- | ------------------ | ------------------ | ------------------ | ---------- | ---------- | ---------- | ------ | ------ |
| 2008                  | Brommapojkarna        | S1                    | 14         | 3          | -               | -               | -               | -                  | -                  | -                  | -          | -          | -          | 14     | 3      |
| 2009                  | Brommapojkarna        | A                     | 28         | 1          | CS              | 1               | 0               | -                  | -                  | -                  | -          | -          | -          | 29     | 1      |
| 2010                  | Brommapojkarna        | A                     | 18         | 0          | -               | -               | -               | -                  | -                  | -                  | -          | -          | -          | 18     | 0      |
| apr. 2011-ago.2011    | Brommapojkarna        | S1                    | 19         | 2          | CS              | 2               | 0               | -                  | -                  | -                  | -          | -          | -          | 21     | 2      |
| Totale Brommapojkarna | Totale Brommapojkarna | Totale Brommapojkarna | 79         | 6          |                 | 3               | 0               |                    |                    |                    |            |            |            | 82     | 6      |
| ago.2011- ott. 2011   | Malmö                 | A                     | 6          | 0          | -               | -               | -               | UCL+UEL            | 1+1                | 0+0                | -          | -          | -          | 8      | 0      |
| 2012                  | Malmö                 | A                     | 27         | 3          | CS              | 1               | 0               | -                  | -                  | -                  | -          | -          | -          | 28     | 3      |
| 2013                  | Malmö                 | A                     | 26         | 1          | CS              | 5               | 0               | UEL                | 6                  | 1                  | -          | -          | -          | 37     | 2      |
| mar. 2014-ago.2014    | Malmö                 | A                     | 9          | 0          | -               | -               | -               | -                  | -                  | -                  | -          | -          | -          | 9      | 0      |
| Totale Malmö          | Totale Malmö          | Totale Malmö          | 68         | 4          |                 | 6               | 0               | !8                 | 1                  |                    |            |            |            | 82     | 5      |
| ago. 2014-mag. 2015   | Hannover 96           | BL                    | 28         | 0          | CG              | 1               | 0               | -                  | -                  | -                  | -          | -          | -          | 29     | 0      |
| 2015-2016             | Hannover 96           | BL                    | 18         | 0          | CG              | 2               | 0               | -                  | -                  | -                  | -          | -          | -          | 20     | 0      |
| Totale Hannover       | Totale Hannover       | Totale Hannover       | 46         | 0          |                 | 3               | 0               |                    |                    |                    |            |            |            | 49     | 0      |
| Totale carriera       | Totale carriera       | Totale carriera       | 193        | 10         |                 | 12              | 0               |                    | 8                  | 1                  |            |            |            | 213    | 11     |

### Cronologia presenze e reti in nazionale
| Cronologia completa delle presenze e delle reti in nazionale ― Cile | Cronologia completa delle presenze e delle reti in nazionale ― Cile | Cronologia completa delle presenze e delle reti in nazionale ― Cile | Cronologia completa delle presenze e delle reti in nazionale ― Cile | Cronologia completa delle presenze e delle reti in nazionale ― Cile | Cronologia completa delle presenze e delle reti in nazionale ― Cile | Cronologia completa delle presenze e delle reti in nazionale ― Cile | Cronologia completa delle presenze e delle reti in nazionale ― Cile |
| Data                                                                | Città                                                               | In casa                                                             | Risultato                                                           | Ospiti                                                              | Competizione                                                        | Reti                                                                | Note                                                                |
| ------------------------------------------------------------------- | ------------------------------------------------------------------- | ------------------------------------------------------------------- | ------------------------------------------------------------------- | ------------------------------------------------------------------- | ------------------------------------------------------------------- | ------------------------------------------------------------------- | ------------------------------------------------------------------- |
| 22-1-2014                                                           | Coquimbo                                                            | Cile                                                                | 4 – 0                                                               | Costa Rica                                                          | Amichevole                                                          | 1                                                                   |                                                                     |
| 30-5-2014                                                           | Santiago del Cile                                                   | Cile                                                                | 3 – 2                                                               | Egitto                                                              | Amichevole                                                          | -                                                                   |                                                                     |
| 7-9-2014                                                            | Santa Clara                                                         | Cile                                                                | 0 – 0                                                               | Messico                                                             | Amichevole                                                          | -                                                                   | 56’                                                                 |
| 10-9-2014                                                           | Fort Lauderdale                                                     | Cile                                                                | 1 – 0                                                               | Haiti                                                               | Amichevole                                                          | -                                                                   |                                                                     |
| 29-3-2015                                                           | Londra                                                              | Brasile                                                             | 1 – 0                                                               | Cile                                                                | Amichevole                                                          | -                                                                   | 11’                                                                 |
| 6-6-2015                                                            | Rancagua                                                            | Cile                                                                | 1 – 0                                                               | El Salvador                                                         | Amichevole                                                          | -                                                                   | 80’ 87’                                                             |
| 15-6-2015                                                           | Santiago del Cile                                                   | Cile                                                                | 3 – 3                                                               | Messico                                                             | Coppa America 2015 - 1º turno                                       | -                                                                   | 87’                                                                 |
| 29-6-2015                                                           | Santiago del Cile                                                   | Cile                                                                | 2 – 1                                                               | Perù                                                                | Coppa America 2015 - Semifinale                                     | -                                                                   | 46’                                                                 |
| 27-3-2018                                                           | Aalborg                                                             | Danimarca                                                           | 0 – 0                                                               | Cile                                                                | Amichevole                                                          | -                                                                   | 64’                                                                 |
| 31-5-2018                                                           | Graz                                                                | Romania                                                             | 3 – 2                                                               | Cile                                                                | Amichevole                                                          | -                                                                   | 46’                                                                 |
| 4-6-2018                                                            | Graz                                                                | Serbia                                                              | 0 – 1                                                               | Cile                                                                | Amichevole                                                          | -                                                                   | 73’                                                                 |
| 8-6-2018                                                            | Poznań                                                              | Polonia                                                             | 2 – 2                                                               | Cile                                                                | Amichevole                                                          | 1                                                                   | 35’                                                                 |
| 11-9-2018                                                           | Suwon                                                               | Corea del Sud                                                       | 0 – 0                                                               | Cile                                                                | Amichevole                                                          | -                                                                   | 66’                                                                 |
| 15-10-2019                                                          | Alicante                                                            | Cile                                                                | 3 – 2                                                               | Guinea                                                              | Amichevole                                                          | -                                                                   | 46’                                                                 |
| Totale                                                              |                                                                     | Presenze                                                            | 14                                                                  |                                                                     | Reti                                                                | 2                                                                   |                                                                     |

## Palmarès

### Club
- Campionato svedese: 2

Malmö FF: 2013, 2014
- Supercoppa di Svezia: 2

Malmö FF: 2013, 2014

### Nazionale
- Coppa America: 1

Cile 2015